# Hej, sokoły

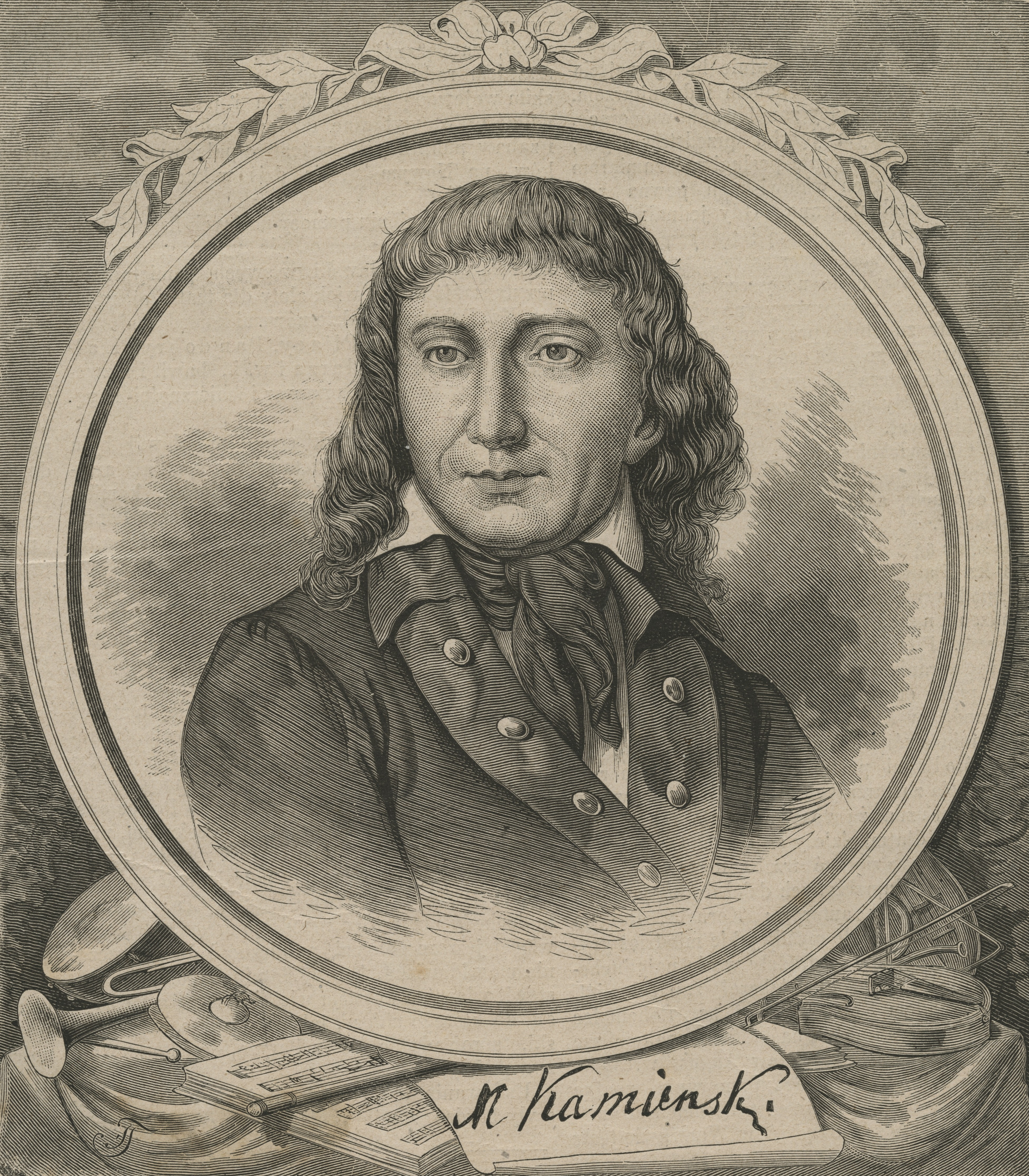
Maciej Kamieński (1734–1821), kompozytor pieśni

Kozacka dziewczyna, mal. Serhij Wasylkiwski, ok. 1900 r.

Hej, sokoły, pierwotny tytuł Żal (również znane jako Żal za dziewczyną, Żal za Ukrainą, Na zielonej Ukrainie, Ukraina) – polska pieśń skomponowana przez Macieja Kamieńskiego, twórcę oper i wodewilów, w tym sztuki Nędza uszczęśliwiona z 1778 roku, uważanej za pierwszą polską operę. Pieśń (bez dodanego później refrenu) pochodzi prawdopodobnie z jednego z dzieł scenicznych Kamieńskiego lub została napisana jako samodzielny utwór wokalny. Nie jest znany autor tekstu, lecz wiadomo, że libretta do utworów Kamieńskiego pisali tacy poeci jak Franciszek Bohomolec, Wojciech Bogusławski, Julian Ursyn Niemcewicz czy Hugo Kołłątaj. 
W przeszłości podawano jako autora pieśni Tomasza Padurę, polsko-ukraińskiego poetę i kompozytora żyjącego w XIX wieku. Ballada jednak nie znajduje się w żadnym z czterech zbiorów z utworami Padury. Również żaden znawca twórczości Padury nie potwierdza jego autorstwa pieśni. Według innej opinii, również niepotwierdzonej, autorem tekstu miał był Józef Bohdan Zaleski, XIX-wieczny poeta, przedstawiciel ukraińskiej szkoły polskiego romantyzmu.

## Treść

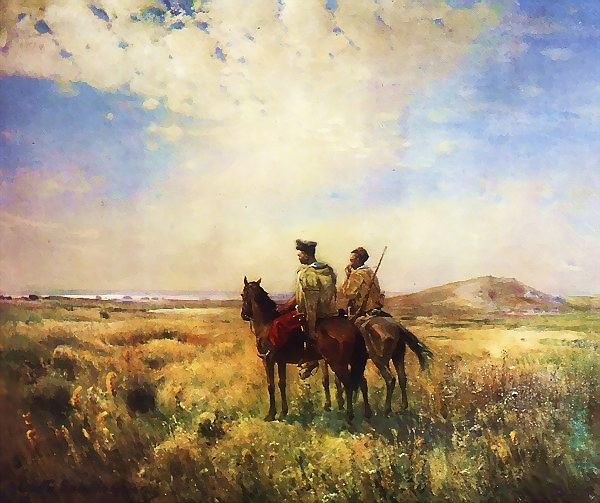
Kozacy zaporoscy na ukraińskim stepie, mal. Serhij Wasylkiwski, ok. 1890 r.

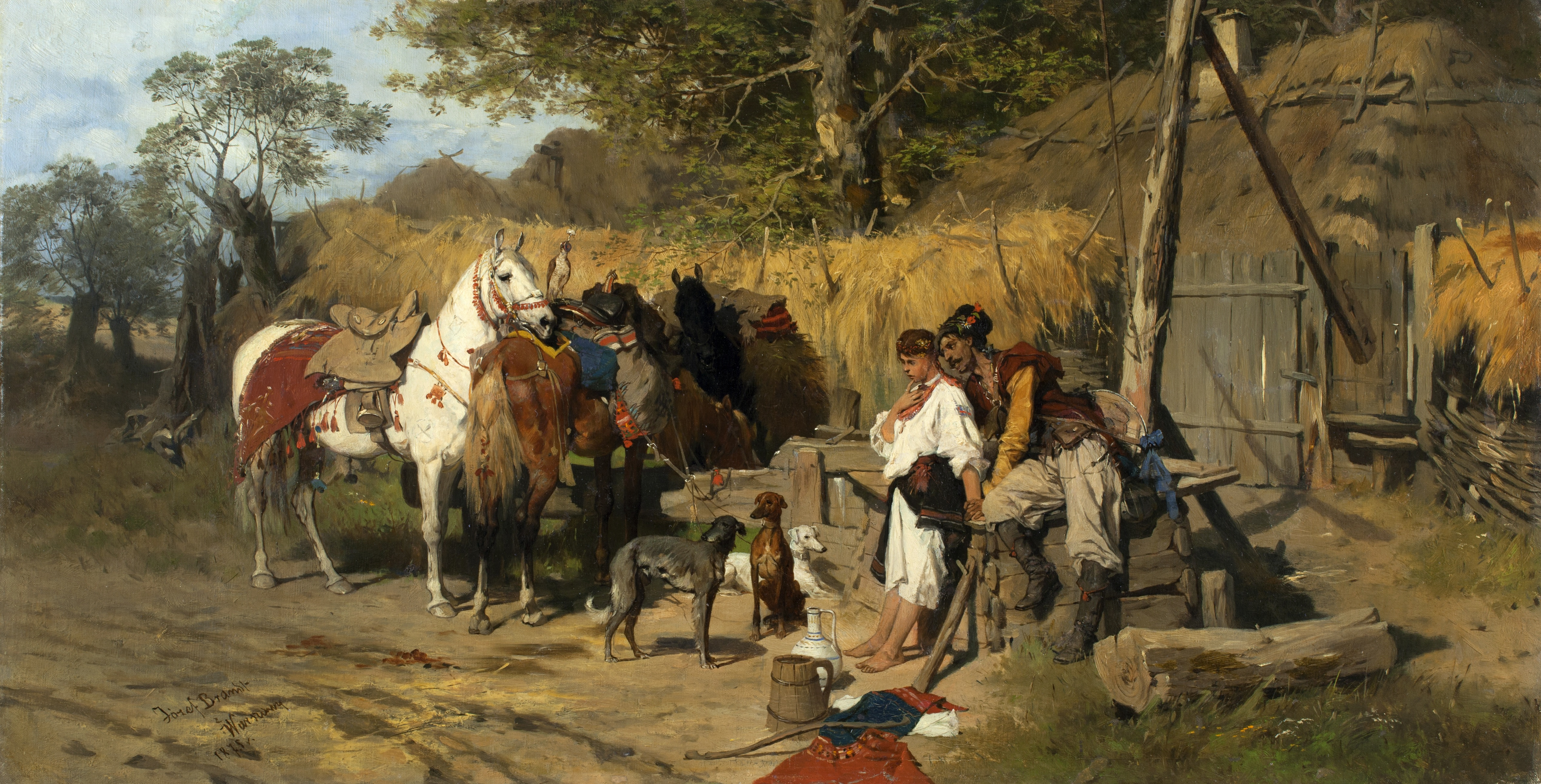
Kozak i dziewczyna u studni, mal. Józef Brandt, 1875 r.

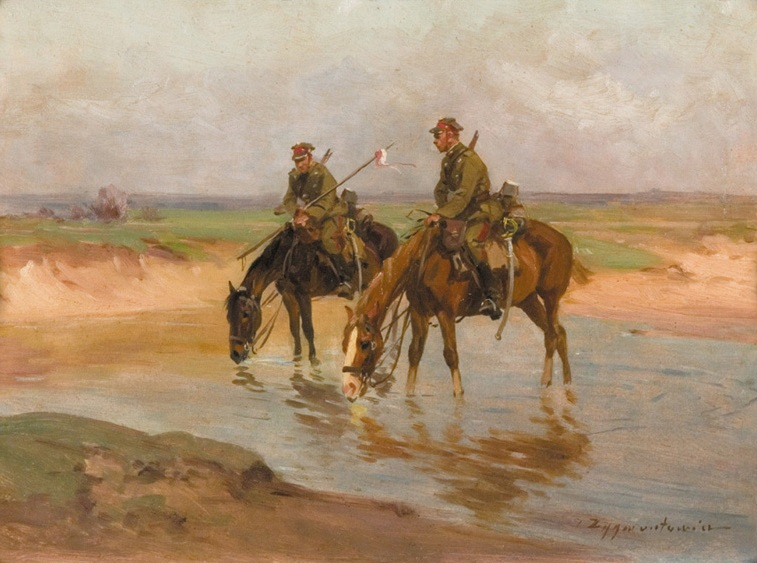
Ułani na patrolu, mal. Czesław Wasilewski, I poł. XX w.

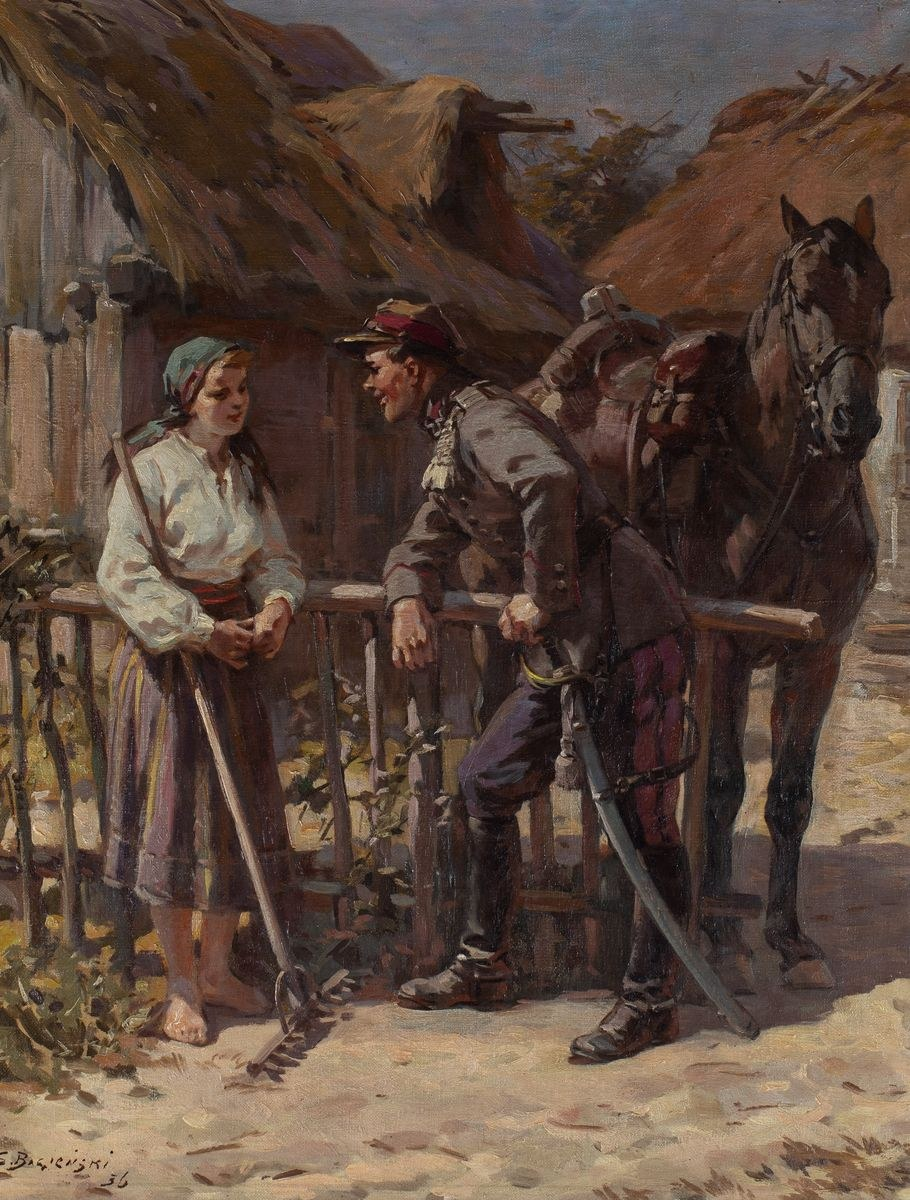
Ułan i wiejska dziewczyna, mal. Stanisław Bagieński, 1936

W śpiewnikach z połowy XIX wieku oprócz tęsknoty za pozostawioną w dalekim kraju dziewczyną, śpiewano o tęsknocie „za zieloną Ukrainą”, co wpisywało piosenkę  w ówczesny nurt romantycznej fascynacji Ukrainą i Kozaczyzną, obecny w polskiej literaturze i muzyce. 
Charakter kresowej ballady nadaje piosence spopularyzowana w XX wieku zwrotka, która wyjaśnia, że dziewczynę i zieloną Ukrainę żegna kozak lub ułan (w zależności od wersji), który rusza konno „znad Czarnej Wody”, czyli znad Morza Czarnego, w daleką podróż do obcego kraju.

## Historia
Pierwotnie pojawia się pod tytułem Żal, żal za jedyną lub Żal za Ukrainą w polskich śpiewnikach z drugiej połowy XIX wieku oraz z początku XX wieku.  
Zachowały się również dwa zapisy dźwiękowe pieśni z początków XX wieku: w wykonaniu śpiewaka Witolda Szellera (1880-1929) na płycie Beka-Grand-Płyta, nr kat. 16472 (nieustalony rok) oraz w wykonaniu śpiewaka Jana Sterna (1867-1949) na płycie Syrena Rekord, nr kat. 8085, z 1908 roku. Oba wykonania różnią się nieznacznie tekstem, tempem i melodią od współczesnych wersji. Nie zawierają zwrotki Hej, sokoły..., a rolę refrenu pełni zwrotka zaczynająca się od słów Żal, żal za dziewczyną....
Według ustaleń Zbigniewa Adrjańskiego refren zaczynający się od słów Hej, sokoły jest późniejszym dodatkiem. Tekst refrenu występuje dopiero w harcerskim śpiewniku z ok. 1917 roku, natomiast melodia refrenu została zapisana w śpiewniku harcerskim Nad Olzą z 1937 roku. W obu publikacjach nie jest podany autor tekstu ani melodii refrenu. 
Ballada stała się popularna na początku XX wieku wśród polskich harcerzy i sokolników, a później także wśród żołnierzy, zwłaszcza w czasie wojny polsko-bolszewickiej. Na Ukrainie traktowana jest jako „ukraińska pieśń ludowa”. Pieśń śpiewana jest również jako utwór tradycyjny po białorusku. W Polsce śpiewana była jako piosenka turystyczna i harcerska, a obecnie jako popularny utwór weselny.

## Wykonawcy i covery

### Polska
Od lat 90. XX wieku, wraz z wzrostem popularności w Polsce muzyki disco polo i tzw. muzyki biesiadnej, utwór wykorzystywany był przez szereg mniej lub bardziej znanych wykonawców, wśród których byli m.in. Maryla Rodowicz, Krzysztof Krawczyk, Bayer Full, Boys i wiele innych. Stał się również stałym elementem polskich tradycyjnych wesel. 
W pierwszych dekadach XXI wieku piosenka jest również interpretowana przez wykonawców różnych gatunków nawiązujących w swojej twórczości do muzyki folkowej.

### Ukraina
Na Ukrainie piosenkę wykonywali między innymi zespół Tercja Pikardyjska, Ołeh Skrypka, Wołodymyr Werminski czy zespoły Zornaja Nicz, Brunettes Shoot Blondes i Chumatskyi Shlyah. Pieśń wykonuje, również po polsku, podczas swoich występów Narodowy Chór Ukrainy im. G. Wierowki. Popularna ukraińska grupa pop i dance Mirami w 2019 roku nagrała swoją wersję Sokołów zarówno po ukraińsku, jak i po polsku. Wykonania zespołu Mirami zyskały popularność również w serwisie TikTok. W 2021 roku swoją ambientową interpretację przedstawiła grupa Mavka.

### Wersje polsko-ukraińskie
Pojawiły się również wykonania łączące wersję polską i ukraińską. Piosenka stała się na powrót popularna po rosyjskiej agresji na Ukrainę w 2022 roku, stając się symbolem wsparcia Ukrainy przez polskie społeczeństwo oraz bliskości kulturowej obu narodów. Jako wyraz wdzięczności za polskie wsparcie w czasie wojny dwujęzyczne wersje nagrali ukraińscy wykonawcy, min. Tercja Pikardyjska i piosenkarka Eileen.

### Białoruś
Na Białorusi grupa Zenon wykonała piosenkę po białorusku w wersji: Hej, Litwiny... (dwie wersje).

### Słowacja i Czechy
W roku 2015 popularność na Słowacji zyskało wykonanie po polsku piosenki przez grupę Kollárovci (do końca 2020 osiągnęło ponad 9 milionów odsłon na Youtube).  
W czerwcu 2017 ukazało się nagranie piosenki w języku słowackim wykonane przez rockowy zespół IMT Smile z udziałem wokalisty Ondreja Kandráča, które promowało film Linia (słow. Čiara). Piosenka okazała się najpopularniejszym przebojem lata 2017 roku na Słowacji. Zajęła pierwsze miejsce na liście przebojów najpopularniejszej słowackiej rozgłośni Rádio Expres. Na serwisie Youtube piosenka osiągnęła (do września 2021 roku) ponad 20 milionów odsłon i dodatkowo ponad 7,5 miliona odsłon wykonanie live na kanale Radia Expres. 
W 2020 utwór na swojej płycie wykonał również słowacki wykonawca Ján Hruška. 
Wykonanie IMT Smile stało się również popularne w Czechach, gdzie krótko potem pojawiły się wersje z czeskim tekstem.

### Litwa
Piosenka zyskała również popularność na Litwie. W styczniu 2021 swoją wersję piosenki nagrała litewska piosenkarka polskiego pochodzenia Katažina Zvonkuvienė.

### Rosja
Tekst śpiewany jest również po rosyjsku. Po polsku wykonuje go wojskowy Chór Aleksandrowa. W lipcu 2022 piosenkę po ukraińsku nagrała rosyjska piosenkarka i gwiazda serwisu TikTok Kira Shine.

### Kanada
W lutym 2023 częściowo przetłumaczoną wersję piosenki nagrał kanadyjski zespół folk punk rockowy The Dreadnoughts.

## W filmie
- Piosenka pojawiła się w pierwszym odcinku serialu Dorastanie z 1987 roku (akcja dzieje się w 1972 roku)[70].
- Melodia Na zielonej Ukrainie została wykorzystana kilkukrotnie w filmie Jerzego Hoffmana Ogniem i mieczem z 1999 roku[71].
- Piosenka w słowackim wykonaniu rockowym zespołu IMT Smile pojawiła się również w ukraińsko-słowackim filmie Linia (słow. Čiara, ukr. Межа) z 2017 roku[72].

## Tekst

### Tekst pierwotny
Najstarsza wersja tekstu ustalona przez Zbigniewa Adrjańskiego:
| Żal |
| Żal, żal za jedyną, Ukochaną mą dziewczyną, Oj, żal za mojemi, Za oczkami czarownemi. Przepióreczka moja mała, Ona biedna tam została, A ja tutaj w obcej stronie Dniem i nocą tęsknię do niej. Oj, żal za jedyną, Ukochaną mą dziewczyną, Oj, żal za mojemi Za oczkami czarownemi. Żal, żal za jedyną, Za hołubką, za dziewczyną, Żal, żal, serce boli Nie ma mojej złotej doli. Jeszcze wina, jeszcze grajcie, A jak umrę pochowajcie Tam daleko, przy dziewczynie, Przy jedynej, w mej krainie. Oj, żal za jedyną Za kochaną, za dziewczyną, Oj, żal, serce boli, Szkoda mojej złotej doli. |

### Tekst współczesny
| Tekst polski | Tekst ukraiński | Tekst białoruski |
| Hej, tam gdzieś znad Czarnej Wody Wsiada na koń kozak [lub: ułan] młody. Czule żegna się z dziewczyną, Jeszcze czulej z Ukrainą. Chór: Hej, hej, hej sokoły Omijajcie góry, lasy, (pola,) doły. Dzwoń, dzwoń, dzwoń dzwoneczku, Mój stepowy skowroneczku. Wiele dziewcząt jest na świecie, Lecz najwięcej w Ukrainie. Tam me serce pozostało, Przy kochanej mej dziewczynie. (Chór) Ona biedna tam została, Przepióreczka moja mała, A ja tutaj w obcej stronie Dniem i nocą tęsknię do niej. (Chór) Żal, żal za dziewczyną, Za zieloną Ukrainą, Żal, żal serce płacze, Już jej więcej nie zobaczę. (Chór) Jak na łąkach kwitną wieńce tak na licach jej rumieńce a w oczętach taka siła że mi w głowie zawróciła. (Chór) Pędź, pędź czwórko siwa kędy moja czarnobrywa leć, leć między sosny gdzie krajobraz wiecznej Wiosny. (Chór) Wina, wina, wina dajcie, A jak umrę pochowajcie Na zielonej Ukrainie Przy kochanej mej dziewczynie. (Chór) | Гей, десь там, де чорні води, Сів на коня козак молодий. Плаче молода дівчина, Їде козак з України. Приспів: Гей! Гей! Гей, соколи! Оминайте гори, ліси, доли. Дзвін, дзвін, дзвін, дзвіночку, Степовий жайвороночку Гей! Гей! Гей, соколи! Оминайте гори, ліси, доли. Дзвін, дзвін, дзвін, дзвіночку, Мій степовий дзвін, дзвін, дзвін Жаль, жаль за милою, За рідною стороною. Жаль, жаль серце плаче, Більше її не побачу. (Приспів) Меду, вина наливайте Як загину поховайте На далекій Україні Коло милої дівчини. (Приспів) Гей, десь там, де чорні води Сів на коня козак молодий Плаче молода дівчина Їде козак з України (Приспів) | Гэй, над рэчкай, над чарненькай Сядлаў коня казачэнька, Развітаўся ён з дзяўчынай, Ды з каханай Украінай. прыпеў: Гэй, гэй, гэй саколы, Абмінайце горы, лясы, долы. Звон, звон, звон званочак, Мой стэповы жаўраночак. (прыпеў) Жаль, жаль, па дзяўчыне, Па зялёнай Украіне. Жаль, жаль, сэрца плача, Жаль, бо ён яе не ўбачыць. (прыпеў) Засталася ў любым краі Перапёлачка малая, А я тут, мне на чужбіне Ад растання сэрца стыне. (прыпеў) Мёду, мёду, мёду дайце, А памру, дык пахавайце, На зялёнай Украіне, Пры каханай мне дзяўчыне. Гэй, гэй, гэй саколы, Абмінайце горы, лясы, долы. Звон, звон, звон званочак, Мой стэповы жаўраночак, звонь. |

### Inne wersje
| Hej, sokoly wyk. IMT Smile, sł. Vladimír Puchala język słowacki | Літвіны (Litwini) wyk. i sł. Zenon język białoruski |
| V dobrom aj v zlom budeš moja Rany tie sa s tebou zhoja Keď je slnko, keď je zima Ty si moja domovina Refrén: Hej, hej, hej, hej, sokoly Z výšky hľadia na to všetko, čo nás bolí Zvoň, zvoň, zvoň nad krajinou Rozliehaj sa letom, zimou Láska moja, kraj môj drahý Tu sme boli chlapci malí Raz ma nájdeš pod tou hlinou Letia vtáci nad krajinou (refrén) Hej, des tam, de čorni vody Siv na koňa kozak molody Plače moloda divčina Jide kozak z Ukrajiny (refrén) | Дзесьці там ля роднай хаты Ускочыў на каня гусар крылаты Развітаўся з татам з мамай Ды прыгажуняю Святланай Рэфрэн: Гэй, гэй, гэй, Літвіны Амінайце пушчы ды нізіны Грай, Грай, Грай званочак Мой сінявокі сакалочак Вее, вее,вее, вее вецер Раскідала нас па белым свеце Сэрца б'ецца на Радзіму рвецца На момант спыніцца і зноў заб'ецца (Рэфрэн) Ой дарожка доўгая да дому За Вялікае Княства за Карону Пераможам ворагаў спакусы Мы ж Літвіны, Мы ж Беларусы (Рэфрэн) |